# 宝达
宝达（Bedat & Co），是一家专为女性设立的瑞士高级腕表品牌。该公司由Simone Bédat和Christian Bédat母子於1996年建立，至今已分销至四大洲。
现今，宝达品牌为马来西亚一家著名的奢侈品行销集团LuxuryConcepts Timepieces旗下的独立品牌。

## 简史
Simone Bedat是70年代首位开拓中东钟表市场的女士，对钟表有深厚的认识。在先前的1976年， 当时正值石英危机，Simone Bedat与在瑞士日内瓦创办了自己的制表公司，蕾蒙威（Raymond Weil）品牌。随后，在1996年与其儿子Christian Bédat 创办自家品牌；并於1997年巴塞尔钟表展推出第一批腕表：3号系列及7号系列。
2000年，古驰集团成功收购宝达品牌的百分之八十五股份但Simone Bédat女士仍继续担任品牌主席、其儿子Christian仍续任行政总裁一职。 随后， Simone Bédat女士与儿子于2006年离伙宝达。
2008年，宝达品牌位于吉隆坡开设首间精品店，并荣耀马来西亚最高元首后 Seri Paduka Baginda Raja Permaisuri Agong XIII Nur Zahirah担任开幕嘉宾。
2009年，马来西亚一家著名的奢侈品行销集团LuxuryConcepts Timepieces宣布与古驰集团达成协议收购宝达品牌。虽然如此，宝达仍然保留瑞士制表传统，无论在设计、手工和机件都百分百源自瑞士。
2010年，宝达归根于创办品牌的先驱，委任Dino Modolo先生为品牌设计总监，一并合作设计新款系列。

## 腕表系列
宝达腕表设计灵感源自传统的装饰艺术所启发的概念。宝达共有5个系列，而各个系列均由数字代表名称：1，2，3，7和8。相对与名称，数字更加适合赋予宝达腕表系列的统一性。这些数字易于记忆，并传迅着一个普通且深入民心的象征意义。[1]
各个数字相对于一种形状：
- N°1:: 方形表壳于表身3点及9点位置内弯
- N°2:: 椭圆形表壳
- N°3:: 酒桶形表壳
- N°7:: 长方形表壳于表身3点及9点位置稍微内弯
- N°8:: 圆形表壳

## 巴塞尔2011钟表展
在宝达2011全新表款当中的8号系列，特别推出了品牌创立以来的第一只女装计时码表 – 技术编号 830.030.100腕表，并附有60秒小秒针计时盘于3点钟和30分钟码表计时盘设于9点钟位置。它不但是宝达在腕表功能上的一大突破，更于设计上推陈出新，以精密的技术把不同大小的顶级美钻镶满于金属表盘上，营造出一幅如梦似幻的飘雪景致。

## A.O.S.C. ® 瑞士原产认证
宝达独创的一套严格质量保证，称为A.O.S.C. ®瑞士原产认证，以确保其瑞士零件与造表技术的卓越品质。此设计构思至生产制造，每个阶段都必须遵循其严格的标准程序。宝达更赋予其腕表国际5年保用认证。  